# Ronde van Vlaanderen 2003/Startlijst
Onderstaand het volledige deelnemersveld van de 87e Ronde van Vlaanderen verreden op 6 april 2003. De Belg Peter Van Petegem kwam in Meerbeke als winnaar over de streep. De vijfentwintig deelnemende ploegen konden acht renners selecteren. Team Coast kwam als enige ploeg met zeven renners aan de start.
Wereldkampioen Mario Cipollini nam deel aan de wedstrijd; de Italiaan reed destijds voor Domina Vacanze. Nog opvallend aan deze editie was het debuut van drievoudig Ronde-winnaar Fabian Cancellara. De 22-jarige Zwitser reed voor de Italiaanse ploeg Fassa Bortolo.
De Italiaan Andrea Tafi (CSC–Tiscali) droeg nummer één als titelverdediger.

## Ploegen

### CSC–Tiscali
1.  Andrea Tafi K

2.  Geert Van Bondt

3.  Julian Dean

4.  Tristan Hoffman

5.  Paul Van Hyfte

6.  Nicolas Jalabert

7.  Thomas Bruun Eriksen

8.  Arvis Piziks

### Saeco–Machine per Caffé
11.  Giosuè Bonomi

12.  Mirko Celestino

13.  Salvatore Commesso 

14.  Paolo Fornaciari

15.  Jörg Ludewig

16.  Dario Pieri K

17.  Fabio Sacchi

18.  Stefano Zanini

### Fassa Bortolo
21.  Michele Bartoli K

22.  Sergej Ivanov

23.  Fabian Cancellara

24.  Marco Zanotti

25.  Roberto Petito

26.  Filippo Pozzato

27.  Matteo Tosatto

28.  Guido Trenti

### La Française des Jeux.com
31.  Baden Cooke

32.  David Derepas

33.  Jacky Durand

34.  Bernhard Eisel

35.  Philippe Gilbert

36.  Frédéric Guesdon K

37.  Christophe Mengin

38.  Matthew Wilson

### Rabobank
41.  Michael Boogerd K

42.  Jan Boven

43.  Steven de Jongh

44.  Óscar Freire

45.  Robert Hunter

46.  Matthew Hayman

47.  Karsten Kroon

48.  Marc Wauters

### Quick-Step–Davitamon
51.  Paolo Bettini

52.  Tom Boonen

53.  Wilfried Cretskens

54.  Davide Bramati

55.  Luca Paolini

56.  Servais Knaven

57.  Johan Museeuw K

58.  Frank Vandenbroucke 

### Lampre
61.  Rubens Bertogliati

62.  Alessandro Cortinovis

63.  Gabriele Missaglia

64.  Manuel Quinziato

65.  Marco Serpellini

66.  Maximilian Sciandri K

67.  Zbigniew Spruch

68.  Luciano Pagliarini

### Alessio
71.  Fabio Baldato K

72.  Andrea Brognara

73.  Stefano Casagranda

74.  Davide Casarotto

75.  Enrico Cassani

76.  Andrea Ferrigato

77.  Ruggero Marzoli

78.  Alberto Vinale

### Vini Caldirola–Sidermec
81.  Massimo Apollonio

82.  Gabriele Balducci

83.  Gianluca Bortolami K

84.  Mauro Gerosa

85.  Marco Milesi

86.  Fred Rodriguez

87.  Gianluca Sironi

88.  Romāns Vainšteins

### Domina Vacanze–Elitron
91.  Mario Cipollini  K

92.  Daniele Bennati

93.  Gabriele Colombo

94.  Filip Meirhaeghe

95.  Giovanni Lombardi

96.  Alberto Ongarato

97.  Mario Scirea

98.  Gianpaolo Mondini

### Phonak Hearing Systems
101.  Michael Albasini

102.  Roger Beuchat

103.  Oscar Camenzind K

104.  Martin Elmiger

105.  Bert Grabsch

106.  Stefan Kupfernagel

107.  Grégory Rast

108.  Aljaksandr Oesaw

### Lotto–Domo
111.  Peter Van Petegem K 

112.  Aart Vierhouten

113.  Kevin Van Impe

114.  Leif Hoste

115.  Léon van Bon

116.  Glenn D'Hollander

117.  Serge Baguet

118.  Wim Vansevenant

### Landbouwkrediet–Colnago
121.  Ludo Dierckxsens K

122.  Johan Verstrepen

123.  Lorenzo Bernucci

124.  Tony Bracke

125.  Ludovic Capelle

126.  Bert De Waele

127.  Kurt Van Landeghem

128.  Joeri Metloesjenko

### Palmans–Collstrop
131.  Andy De Smet

132.  Kevin De Waele

133.  Roger Hammond

134.  Bert Roesems

135.  Kristof Trouvé

136.  Erwin Thijs

137.  Hendrik Van Dyck

138.  Michel Vanhaecke

### Cofidis
141.  Peter Farazijn

142.  Tom Flammang

143.  Philippe Gaumont

144.  Robert Hayles

145.  Nico Mattan K

146.  Chris Peers

147.  Jo Planckaert

148.  Robert Sassone

### Crédit Agricole
151.  Stéphane Augé

152.  Yohann Charpenteau

153.  Mads Kaggestad

154.  Thor Hushovd K

155.  Christopher Jenner

156.  Marcus Ljungqvist

157.  Stuart O'Grady 

158.  Corey Sweet

### Telekom
161.  Rolf Aldag

162.  Jan Schaffrath

163.  Danilo Hondo 

164.  Kai Hundertmarck

165.  Andreas Klier K

166.  Daniele Nardello

167.  Steffen Wesemann

168.  Erik Zabel

### Gerolsteiner
171.  Daniele Contrini

172.  Volker Ordowski

173.  Sebastian Lang

174.  Olaf Pollack

175.  Torsten Schmidt

176.  Steffen Weigold

177.  Michael Rich

178.  Markus Zberg K

### Team Coast
181.  Daniel Becke

182.  Bekim Christensen

183.  Thorsten Rund

184.  Thomas Liese

185.  André Korff

186.  Raphael Schweda

187.  Sven Teutenberg

### US Postal–Berry Floor
191.  Antonio Cruz

192.  Vjatsjeslav Jekimov K

193.  Benoît Joachim

194.  Gennadi Michajlov

195.  Pavel Padrnos

196.  Christian Vande Velde

197.  Max van Heeswijk

198.  Víctor Hugo Peña

### iBanesto.com
201.  Juan Antonio Flecha K

202.  José Vicente Garcia Acosta

203.  Pablo Lastras

204.  José Antonio López

205.  Rafael Mateos

206.  José Ivan Gutierrez

207.  Rubén Plaza

208.  Xabier Zandio

### ONCE–Eroski
211.  Gorka Beloki

212.  Allan Davis K

213.  Rafael Díaz

214.  Xavier Florencio

215.  Álvaro González de Galdeano

216.  Jan Hruška

217.  Isidro Nozal

218.  Mikel Pradera

### Bankgiroloterij Vlaanderen
221.  Remco van der Ven

222.  Jans Koerts

223.  Jeroen Blijlevens K

224.  Matthé Pronk

225.  Bram Schmitz

226.  Bart Voskamp

227.  Vincent van der Kooij

228.  Gerben Löwik

### T Interim
231.  Geoffrey Demeyere

232.  Stijn Devolder K

233.  Steven Kleynen

234.  Jan Kuyckx

235.  James Vanlandschoot

236.  Jurgen Van De Walle

237.  Frederik Willems

238.  Jan Verstraeten

### Marlux–Wincor Nixdorf
241.  Raivis Belohvoščiks 

242.  Dave Bruylandts K

243.  Johan Dekkers

244.  Steven Deneef

245.  Saulius Ruškys

246.  Christophe Stevens

247.  Jean-Michel Tessier

248.  Geert Verheyen

## Afbeeldingen

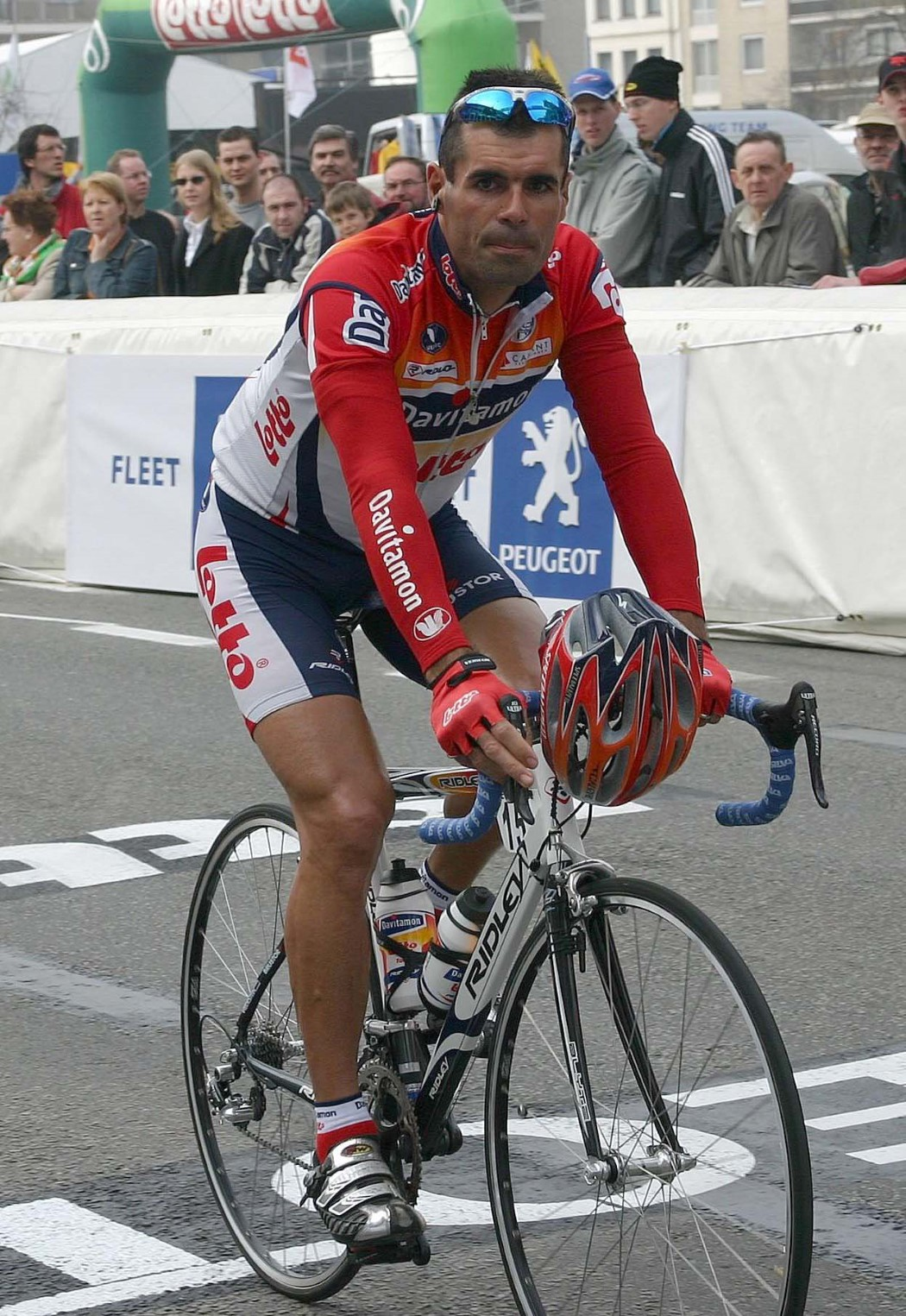
Peter Van Petegem
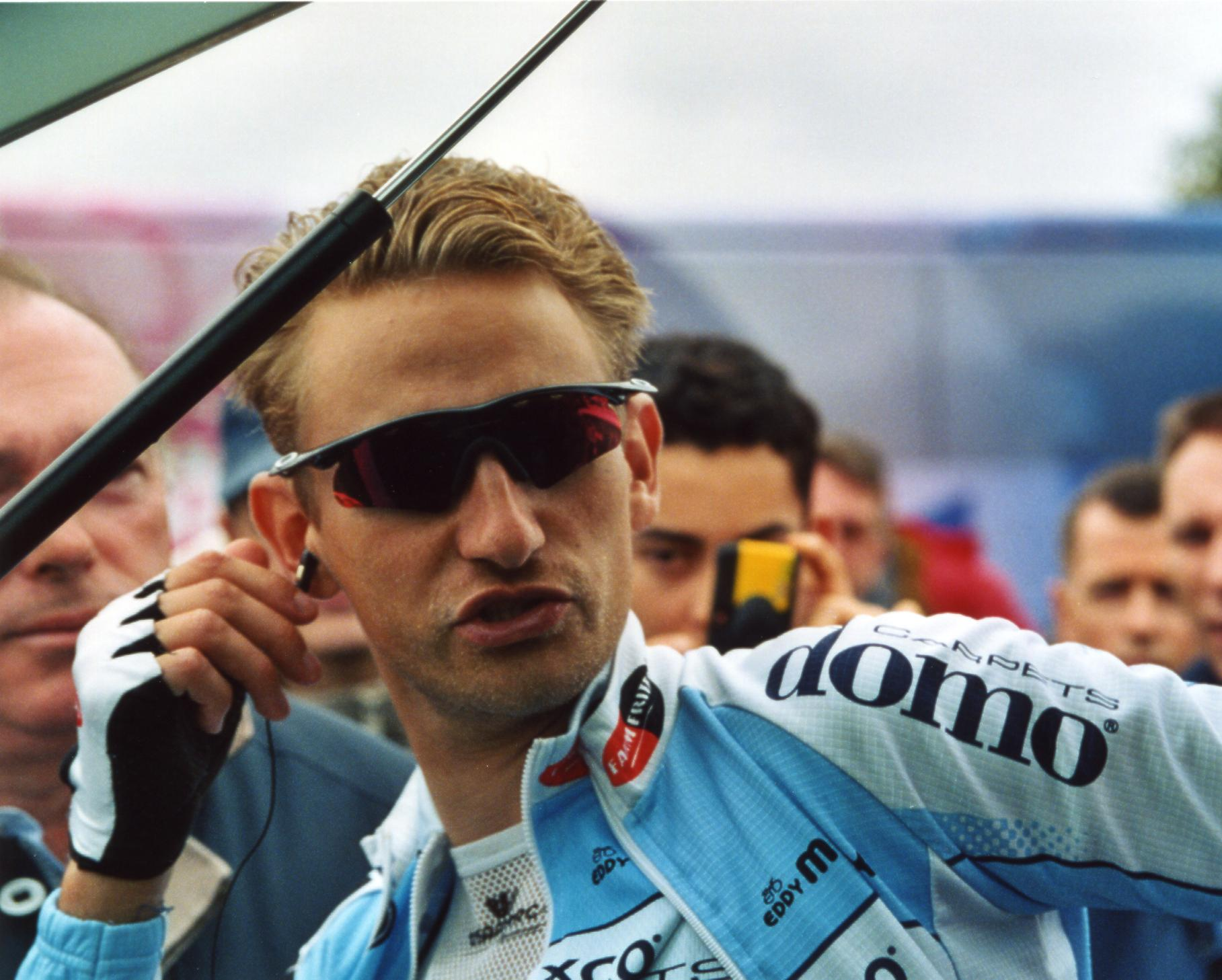
Frank Vandenbroucke
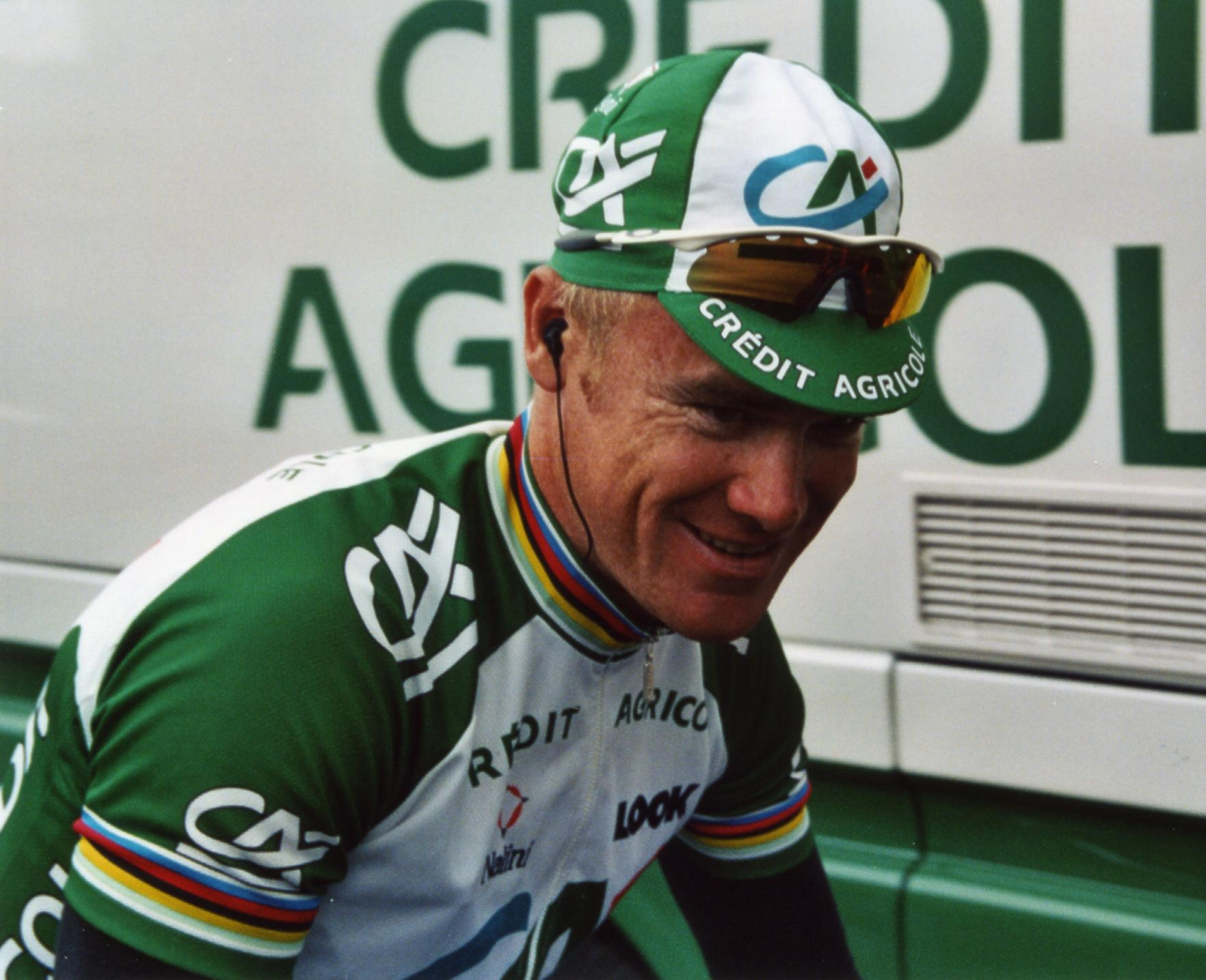
Stuart O'Grady
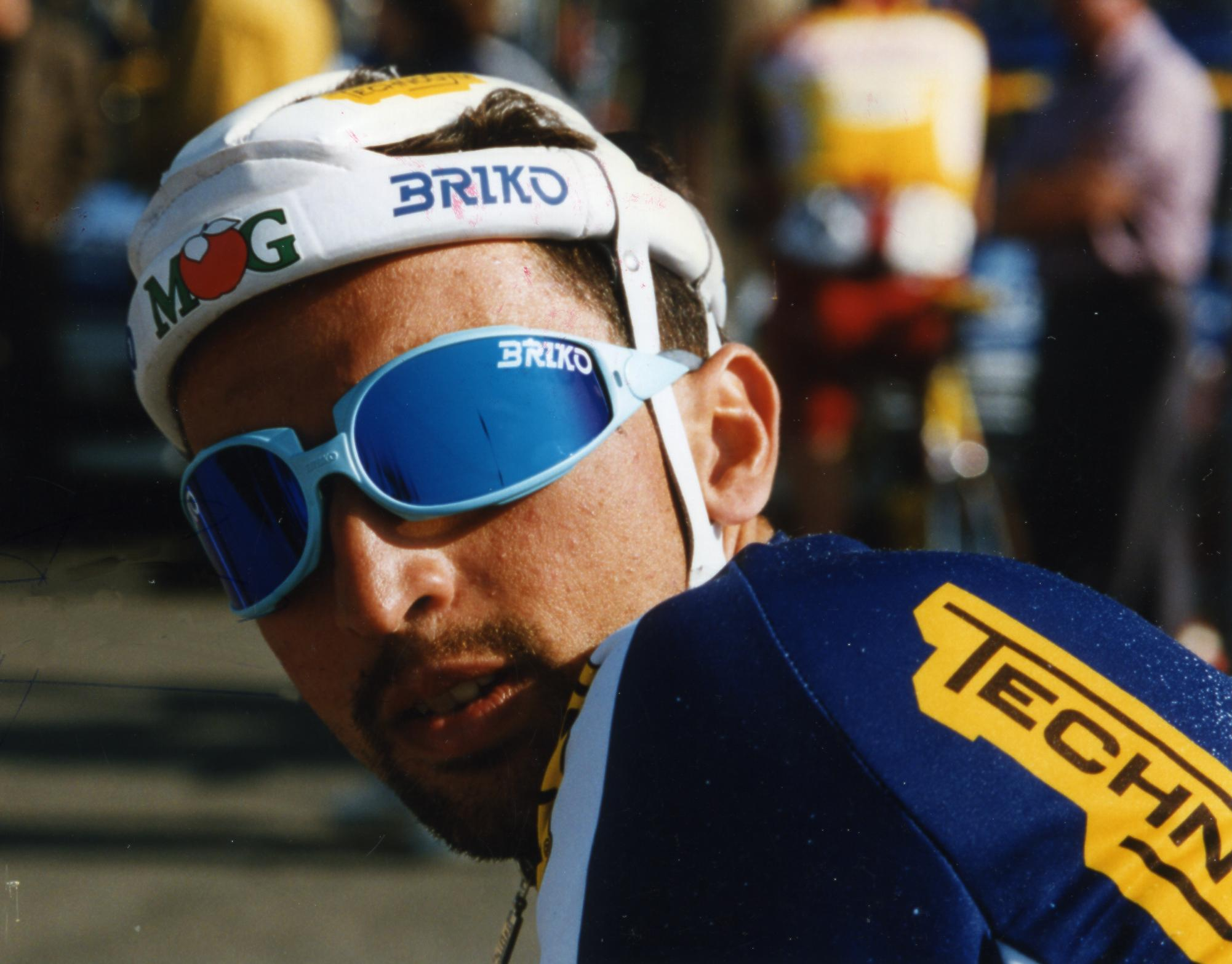
Fabio Baldato
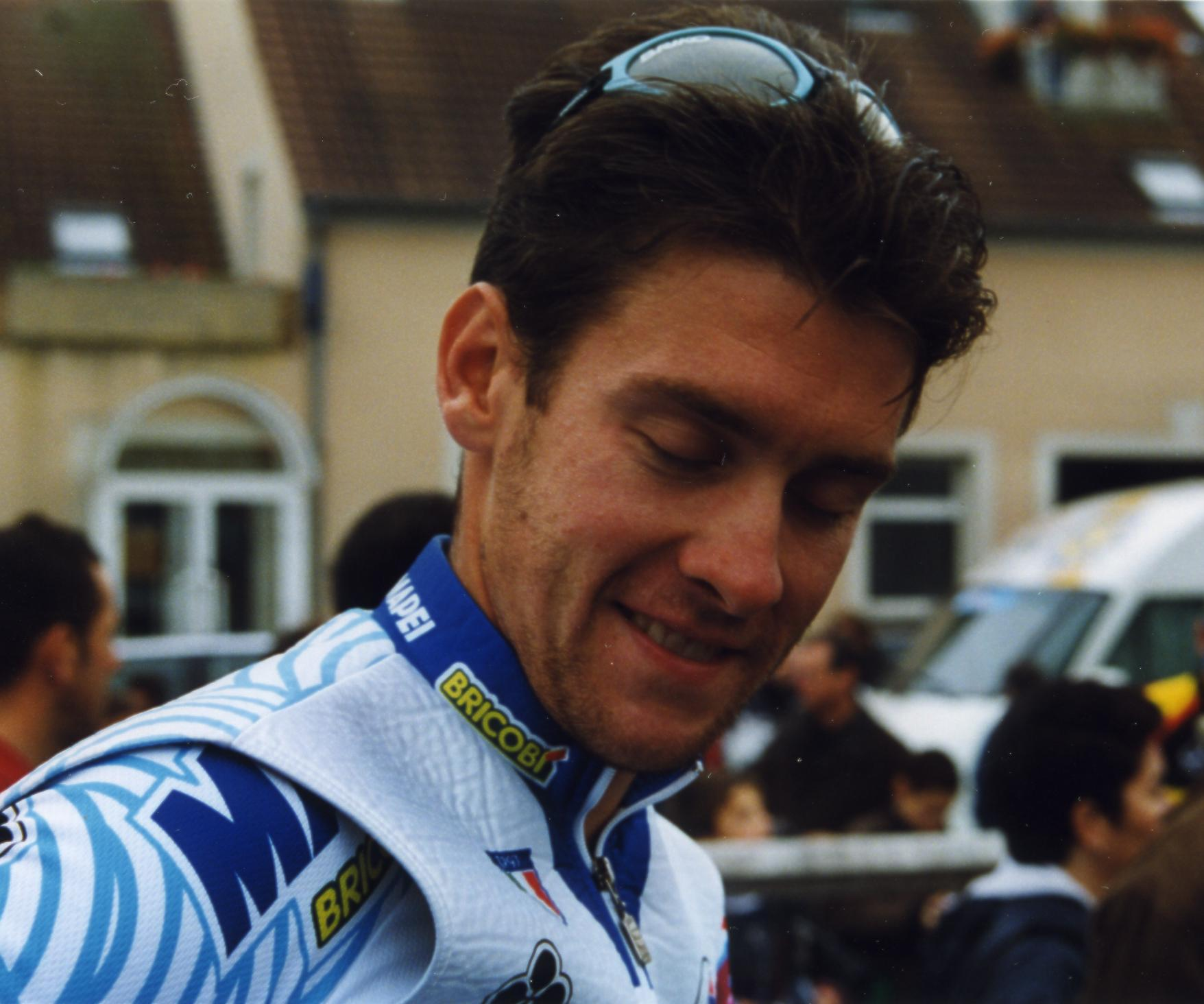
Nico Mattan
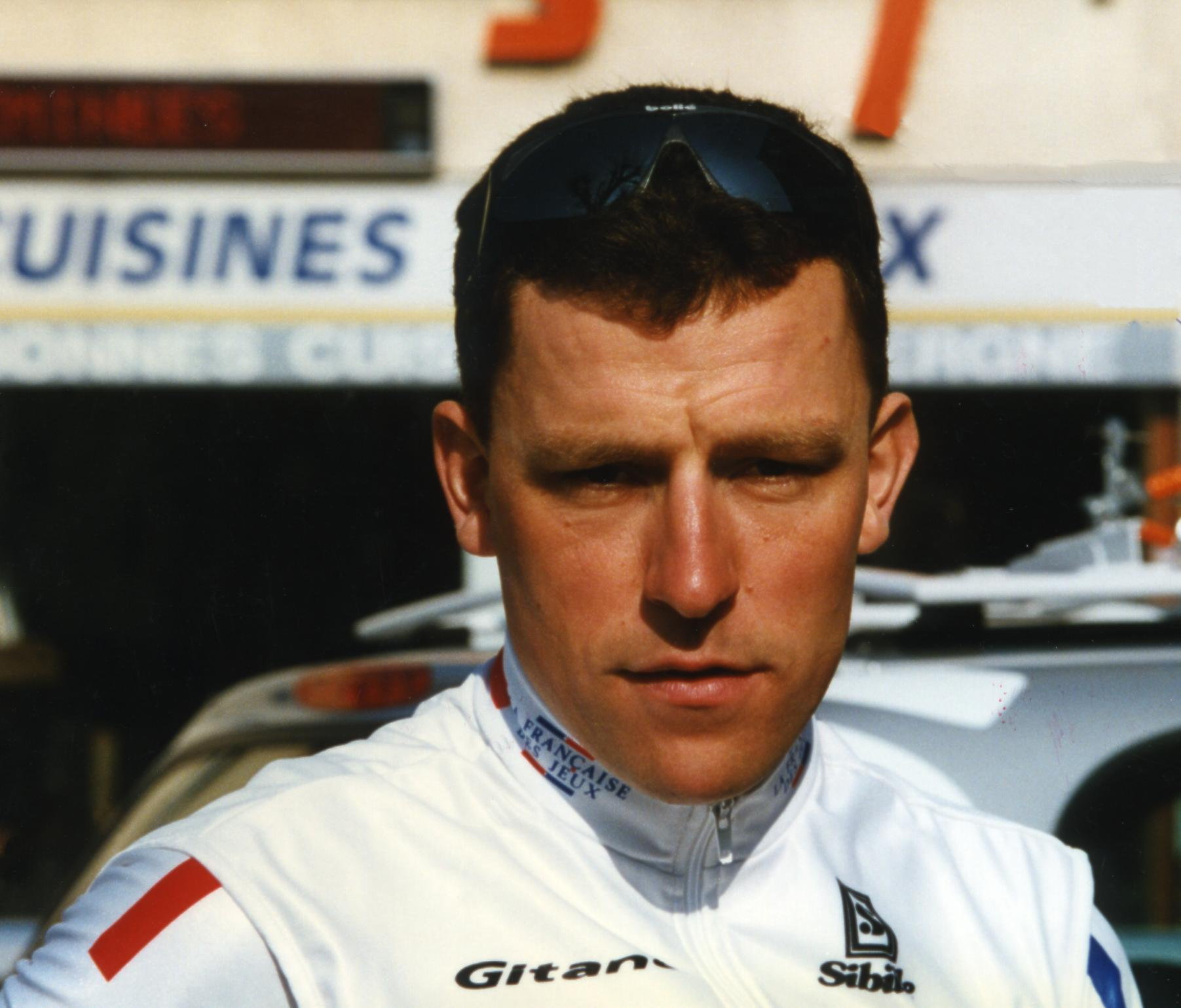
Frédéric Guesdon
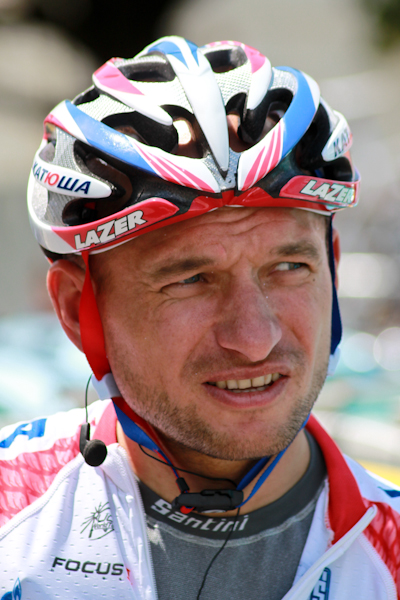
Sergej Ivanov
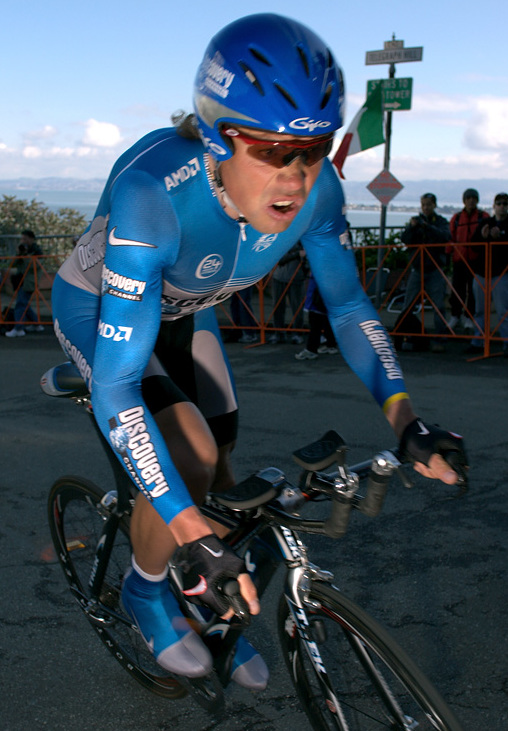
Vjatsjeslav Jekimov

1913 · 
1914 · 
1915 · 
1916 · 
1917 · 
1918 · 
1919 · 
1920 · 
1921 · 
1922 · 
1923 · 
1924 · 
1925 · 
1926 · 
1927 · 
1928 · 
1929 · 
1930 · 
1931 · 
1932 · 
1933 · 
1934 · 
1935 · 
1936 · 
1937 · 
1938 · 
1939 · 
1940 · 
1941 · 
1942 · 
1943 · 
1944 · 
1945 · 
1946 · 
1947 · 
1948 · 
1949 · 
1950 · 
1951 · 
1952 · 
1953 · 
1954 · 
1955 · 
1956 · 
1957 · 
1958 · 
1959 · 
1960 · 
1961 · 
1962 · 
1963 · 
1964 · 
1965 · 
1966 · 
1967 · 
1968 · 
1969 · 
1970 · 
1971 · 
1972 · 
1973 · 
1974 · 
1975 · 
1976 · 
1977 · 
1978 · 
1979 · 
1980 · 
1981 · 
1982 · 
1983 · 
1984 · 
1985 · 
1986 · 
1987 · 
1988 · 
1989 · 
1990 · 
1991 · 
1992 · 
1993 · 
1994 · 
1995 · 
1996 · 
1997 · 
1998 · 
1999 · 
2000 · 
2001 · 
2002 · 
2003 · 
2004 · 
2005 · 
2006 · 
2007 · 
2008 · 
2009 · 
2010 · 
2011 · 
2012 · 
2013 · 
2014 · 
2015 · 
2016 · 
2017 · 
2018 · 
2019 · 
2020 · 
2021 · 
2022 · 
2023 · 
2024 · 
2025
Lijst van beklimmingen